# Björngalla
Björngalla är galla från björnar. Den anses ha läkande  verkan och används inom traditionell medicin i Kina, Vietnam, Korea och Laos.

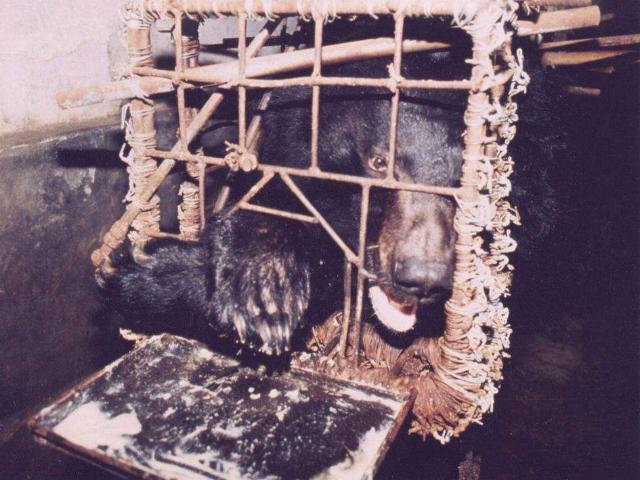
Björn på en farm i Vietnam som regelbundet har tappats för galla.

Björngalla har använts mot allt från hemorrojder och halsont till muskelvärk och feber sedan 1600-talet. Produkten  framställdes tidigare av torkade gallblåsor från dödade kragbjörnar men en ökande efterfråga hotade efterhand artens överlevnad. På 1980-talet började man att hålla björnar i fångenskap, främst för att kunna tappa dem för gallvätska men också för att skydda vildlevande exemplar.  Detta har dock inte kunnat visas.
År 2015 uppskattades att mer än 12 000 kragbjörnar hölls i fångenskap och tappades för galla. Björnarna sitter i trånga burar i upp till 20 år och töms för upp till 100 ml galla varje dag genom en fistel med hjälp av en kateter. Den aktiva substansen, ursodeoxycholsyra (UDCA), syntetiserades av japanska forskare redan 1955. UDCA används i behandling av vissa leversjukdomar.
Internationella djurrättsaktivister har länge krävt att farmerna skall förbjudas och björnarna släppas fria.
I Kina är det tillåtet att hålla björnar i fångenskap för utvinning av galla medan hanteringen är förbjuden i Vietnam sedan 2005 och i Sydkorea från 2026. Handel med björngalla är förbjuden i de flesta asiatiska länder.
I Sverige är det olagligt att handla med produkter från skyddade arter, såsom brunbjörn och 2012 åtalades en vietnamesisk mastersstudent för att ha försökt köpa björngalla.